# Нолфо да Монтефелтро
Нолфо да Монтефелтро, роден Сигинолфо да Монтефелтро (на италиански: Nolfo da Montefeltro, Sighinolfo, * 1295, Урбино; † 1361/30 септември 1363), от рода Да Монтефелтро, е кондотиер, граф на Монтефелтро и Урбино (1323 – 1360), подест на Фабриано (1326), капитан на папската армия (1333), господар на Сан Марино (1340-1355), капитан на град Пиза и генерал-капитан на армията му (1341), генерал-капитан на армията на Венеция (1348), имперски викарий на Графство Урбино (1348), генерал-капитан на армията на Милано (1351), господар (с титлата губернатор и консерватор) на Кали (1352 – 1354), вечен папски викарий на Урбино, Сан Лео (Монтефелтро) и Кали (12 юли 1355 – 1359), подест на Сиена (1357) и генерал-капитан на армията й (1358).

## Произход
Той е син на Федерико I да Монтефелтро († 1322), граф на Урбино, и на неизвестна жена. По бащина линия е внук на Гуидо да Монтефелтро Стари, един от най-известните кондотиери на своето време и един от най-важните лидери на проимперската партия на гибелините в Романя, политик, граф на Урбино и граф на Монтефелтро, и на Манентеса ди Джаджоло. Има поне седем братя:
- Галасо (* 1296, † 1350), възстановява властта на Да Монтефелтро в Урбино, съпруг на Алегреца
- Уголино († 1363), епископ на Фосомброне
- Енрико, губернатор на Кали заедно с брат си Фелтрино, съпруг на Армелина Орделафи;
- Фелтрано, губернатор на Кали заедно с брат си Енрико; вечен викарий на Кали, съпруг на Чида (нар. Чидола) Маласпина;
- Франческо
- Гуидо II, нар. Новело (*/† XIV век), кондотиер и политик, граф на Урбино, съпруг на Джентиле Бранкалеони
- Николо (* 1319, † 1367), кондотиер, капитан на армията на господаря на Форли, господар на крепостта Монте Леоне, капитан на папската армия, капитан на армията на Флоренция, капитан на армията на Комуна Перуджа, генерал-капитан на папската армия, капитан на наемническата дружина, съпруг на Аниезе да Монтефелтро.

## Биография
През 1322 г. Нолфо оцелява след клането, при което загиват баща му и един от братята му, вероятно като намира убежище в Сан Марино заедно с братовчед си Сперанца. С помощта на братовчед си, други роднини и съюзници от рода Тарлати, след  първоначален неуспешен опит, през април 1324 г. успява да си върне Урбино и графството. От този момент той става представител на интересите на фамилията, първоначално в съюз със Сперанца и Галасо, а по-късно с братята си Енрико и Фелтрано. През август 1324 г. предвожда армия от 800 конници и 4000 пехотинци в битка край Кастел Кавалино, където отмъщава на виновниците за смъртта на баща си. 
В периода 1326–1327 г. е подест на Фабриано – вражески на папата град, като го отбранява от сем. Малатеста. През 1327 г. градовете в Марке, с изключение на Анкона, се присъединяват към антипапската лига, водена от Да Монтефелтро.
Нолфо подкрепя император Лудвиг Баварски при нахлуването му в Италия. На 27 март 1328 г. получава заедно с братовчед си Галасо диплом, потвърждаващ контрола му върху замъци в Монтефелтро, както и правото да назначава съдии и легитимира незаконни деца. С втора привилегия императорът разделя между братовчед му Сперанца от една страна и Нолфо и братята му от друга страна владенията и правата с имперски произход, вече принадлежащи на техния роднина Галасо, починал бездетен през 1300 г. Но с допълнителна привилегия, издадена на 27 март, императорът потвърждава на град Урбино пълното владение на древното му графство, като по този начин не признава Да Монтефелтро за графове на Урбино. След смъртта на Кастручо Кастракани (3 септември 1328) Нолфо е назначен за викарий на Пистоя с цел да се възпре силата на Флоренция.
След оттеглянето на Лудвиг Баварски, през април 1329 г. градовете в Марке се обединяват, за да се върнат към подчинение на папата. Също и поради упадъка на мощния гибелински род Тарлати, князе на Арецо, Да Монтефелтро започват сближаване с Папската курия. През 1330 г., въпреки конфискацията на имуществото на рода, Нолфо се заклева във вярност на дошлия в Италия крал Ян Люксембургски и на 9 април 1333 г. става негов съветник. Благодарение на тесния съюз на края с папския легат Бертран дю Пуже Нолфо успява да се сдобри с папата и да доведе няколко града от Марке обратно под папска власт, включително Урбино. Това се случва във време, когато сем. Малатеста е минало категорично на антипапска страна, и във време, когато легатът, победен близо до Ферара заедно с крал Ян, губи власт ден след ден.
На 21 септември 1334 г. папа Йоан XXII нарежда реабилитация на бащата на Нолфо, който е напълно оправдан две години по-късно, и предоставя на Нолфо, брат му Галасо и техните съпруги възможността да получат индулгенция на смъртния си одър. Смяната на съюза с гвелфите за сметка на гибелините вероятно нарушава семейната сплотеност: в същата година Нолфо и Галасо изгонват братовчед им Сперанца, който се опитва да завземе Урбино с помощта на сем. Тарлати и Малатеста I Малатеста ди Соляно. Вторият му опит през 1340 г. също се проваля.
През 1335 г. Да Монтефелтро се съюзяват с Флоренция и Перуджа срещу семействата Тарлати и Малатеста, възстановявайки контрола над Кали – град загубен при смътта на Федерико, което позволява да се контролира транзита през Умбрия. През 1338 г. Николо, полубрат на Нолфо, превзема крепостта Сан Лео (12 януари), а скоро след това и Сан Марино, възстановявайки властта над Валмарекия. През 1342 г. е сключено мирно споразумение с Малатеста, което стабилизира региона за няколко години.
Въпреки могъщото семейство Малатеста, което контролира територии от Асколи до Йези и голяма част от крайбрежието между Романя и Марке, графовете на Монтефелтро успяват да укрепят властта си в стратегически важната вътрешна зона на региона. Въпреки ограниченото териториално разширение те запазват висок престиж, доказан от множеството длъжности, които Нолфо заема в Централна Италия. Усилията на Нолфо да си върне територията, която сега се намира в северната част на региона Марке, обаче не се простират по-далеч. Като цяло добрите отношения между графовете на Монтефелтро и папството продължават до 1348 г., като двете страни имат общото желание за отпор на господството на Малатеста.
През 1341 г. Нолфо отново застава срещу Флоренция, присъединявайки се към антифлорентинската лига, водена от Лукино Висконти, господар на Милано. Назначен за командир на пизанските фойедитори, той разгромява флорентинската армия на 12 октомври и на 17 юни 1342 г. участва в окупацията на Лука. Репутацията му като способен военачалник се затвърждава, когато през 1344 г. оглавява венецианската армия срещу графа на Гориция. След победата, на 19 септември, Нолфо и братята му получават венецианско гражданство.
През 1348 г., когато крал Лайош I Велики пристига в Италия, за да отмъсти за убийството на брат си Андраш и да си върне трона на Сицилия, Нолфо се включва в широкия проунгарски съюз, който е насочен срещу Неапол и папската власт. Съюзът се формира около архиепископ Джовани Висконти от Милано, а Нолфо е назначен за ръководител на военните действия в Централна Италия. Той обсажда Кантиано, участва в кампанията в Тоскана през 1351 г., а през зимата на същата година завзема цялата горна долина на Тибър. Въпреки това претърпява поражение при Орвието и се оттегля в Сансеполкро, откъдето през август 1352 г. предприема успешна атака срещу Бетона.
След като военната инициатива на Висконти се изчерпва и не води до значими резултати, на 1 април 1353 г. архиепископът на Милано подписва мирен договор с Флоренция в Сардзана. На 23 май Нолфо, заедно с братята си Енрико и Фелтрано, ратифицира договора от името на себе си, своите поддръжници и градовете Урбино, Кали и Сан Лео.
Когато през 1354 г. кардинал Еджидио Алборнос пристига в Италия, за да възстанови църковната власт, Нолфо и братята му, напълно ангажирани с тази кампания, са сред първите, които се договарят с легата. След като са призовани да върнат земите, които са окупирали в ущърб на Църквата, и след неуспешен опит да получат посредничество от император Карл IV, с когото са свързани от десетилетия, Нолфо и Енрико се отправят към Губио. Там, на 20 юни 1355 г. те се признават за виновни, полагат клетва за вярност и молят за опрощение чрез акт на подчинение. На 8 юли град Урбино последва техния пример.
На 26 юли Нолфо, Енрико и Фелтрано, заедно с представители на Кали и Урбино, подписват тържествени пактове с легата. С тях се потвърждава вярността на графовете и градовете към Римската църква. Договорени са компромисни споразумения за избора на подести в Урбино и Кали, започнати са процедури за реинтеграция на изгнаници, а графовете и общностите са освободени от църковни порицания и възстановени в предишния си статут. Възстановена е гражданската власт на графовете над Урбино, Кали и други територии, с временно изключение на Сан Марино, в очакване на подчинението на фамилията Малатеста. Графството е върнато на Урбино с обещанието градът да може свободно да избира своя подеста и да упражнява както чиста, така и смесена власт.
През 1358 г. Нолфо да Монтефелтро е поканен от сиенците да оглави военните действия срещу Перуджа, но отказва предложението. Две години по-късно, през 1360 г., той се включва в превземането на Болоня, действайки под командването на кардинал Еджидио Алборнос.
Последните години от живота му преминават в сянката на отслабващото политическо влияние на фамилията Монтефелтро. Присъствието на папския легат в региона ограничава възможностите им да поддържат стабилна мрежа от съюзи и покровителства с другите благороднически родове. Въпреки това архивни документи, включително финансови регистри, съдебни протоколи срещу подестата на Монтефелтро и жалби от местни папски служители, свидетелстват, че голяма част от територията на графството не е плащала данъци на легата. Самите графове продължават да упражняват пълна юрисдикция, което показва, че реалната им власт остава непокътната, макар и формално ограничена.
Нолфо умира в периода между 1361 г. и 30 септември 1363 г., оставяйки след себе си наследство на военна доблест, дипломатическа гъвкавост и устойчиво влияние в Централна Италия.

## Брак и потомство
∞ за Джована, от която има един син:
- Федерико II да Монтефелтро (* XIV век, Урбино, Графство Урбино, † 1370, пак там), граф на Урбино (1364 – 1370),[2] ∞ 1365 за Теодора Гонзага, дъщеря на Уголино Гонзага, съгосподар на Мантуа, и на втората му съпруга Емилия дела Джерардеска, от която има 4 сина и 1 дъщеря